# Igreja de San Giovanni Battista, Mogno

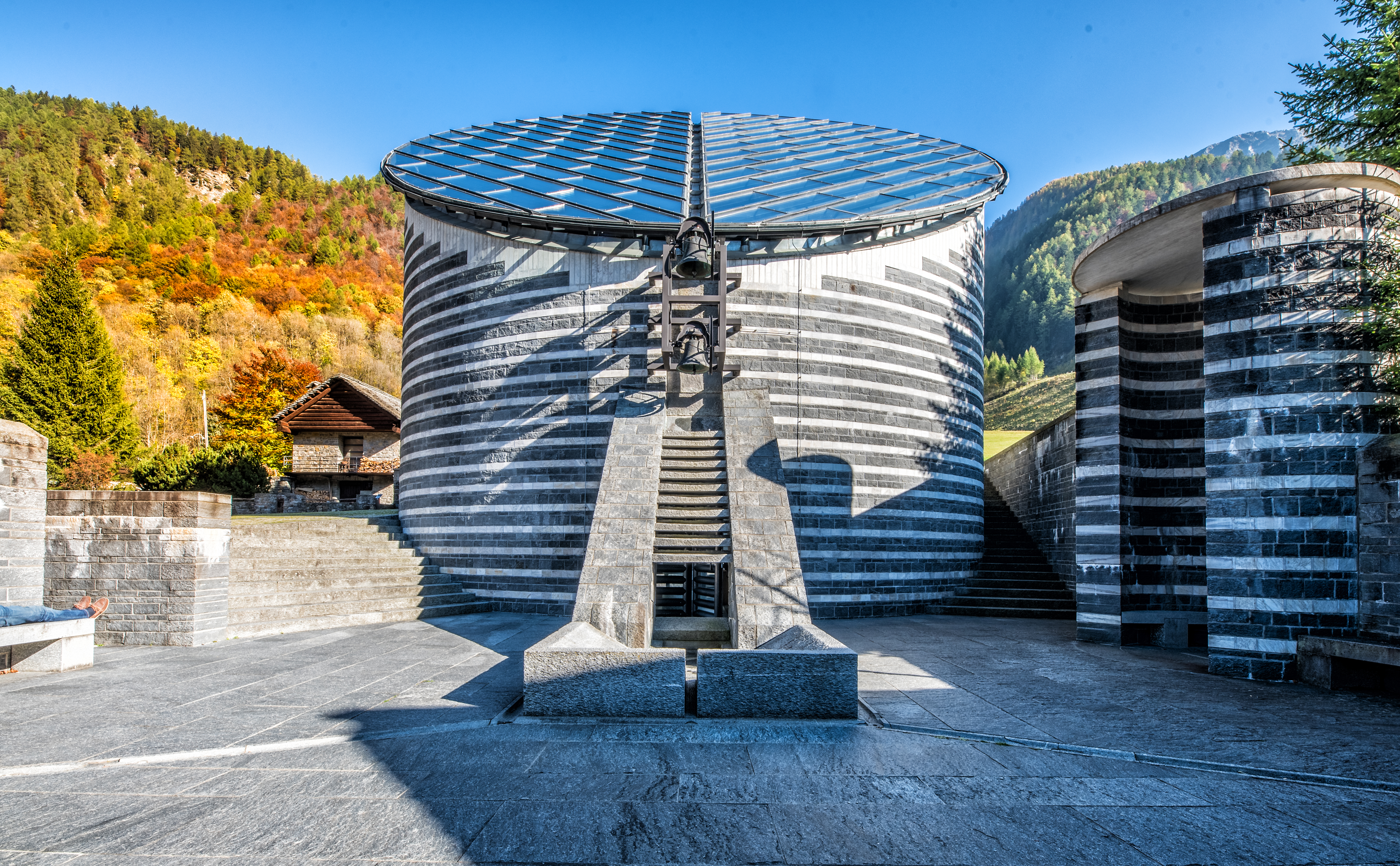
Igreja de San Giovanni Battista, Mogno

A Igreja de San Giovanni Battista ( em italiano:  Chiesa di San Giovanni Battista  ; em alemão:  Kirche San Giovanni Battista    ) está localizada na aldeia alpina de Mogno, no cantão suíço de Ticino . Foi construída entre 1994 e 1996 no local de uma igreja mais antiga (de 1626), que foi destruída por uma avalanche em 1986. A igreja tem o nome de São João Batista .
A nova igreja foi projectada pelo arquitecto suíço Mario Botta que utilizou mármore e granito dos vales da região.